# Hegyi iszalag
A hegyi iszalag (Clematis montana) a boglárkavirágúak (Ranunculales) rendjébe, ezen belül a boglárkafélék (Ranunculaceae) családjába tartozó faj.

## Előfordulása
Ez a növényfaj Kínából származik. Először 1900-ban hozták Európába.

## Változatai
- Clematis montana var. brevifoliola Kuntze
- Clematis montana var. glabrescens (H.F.Comber) W.T.Wang & M.C.Chang
- Clematis montana var. grandiflora Hook.
- Clematis montana var. praecox (Kuntze) Brühl
- Clematis montana var. wilsonii Spreng.

## Megjelenése
Hármasan összetett levele, kihajtáskor barnásvöröses, később pedig bronzos zöld. 5-6 centiméter átmérőjű virágai rózsaszínek, fehérek vagy sárgásak, és 4 lepellevél van rajtuk. Május-júniusban virágzik.

## Életmódja
A hegyi iszalag erősen terjedő kúszónövény, amely az év első felében virágzik. Mindenféle talajban megél. Egyaránt napon és félárnyékban is. Szívós iszalag-faj.

## Felhasználása
A kertészek szívesen használják, mivel sűrű növése jól takar. A kerítésekre és ereszekre futtatják fel.

## Képek

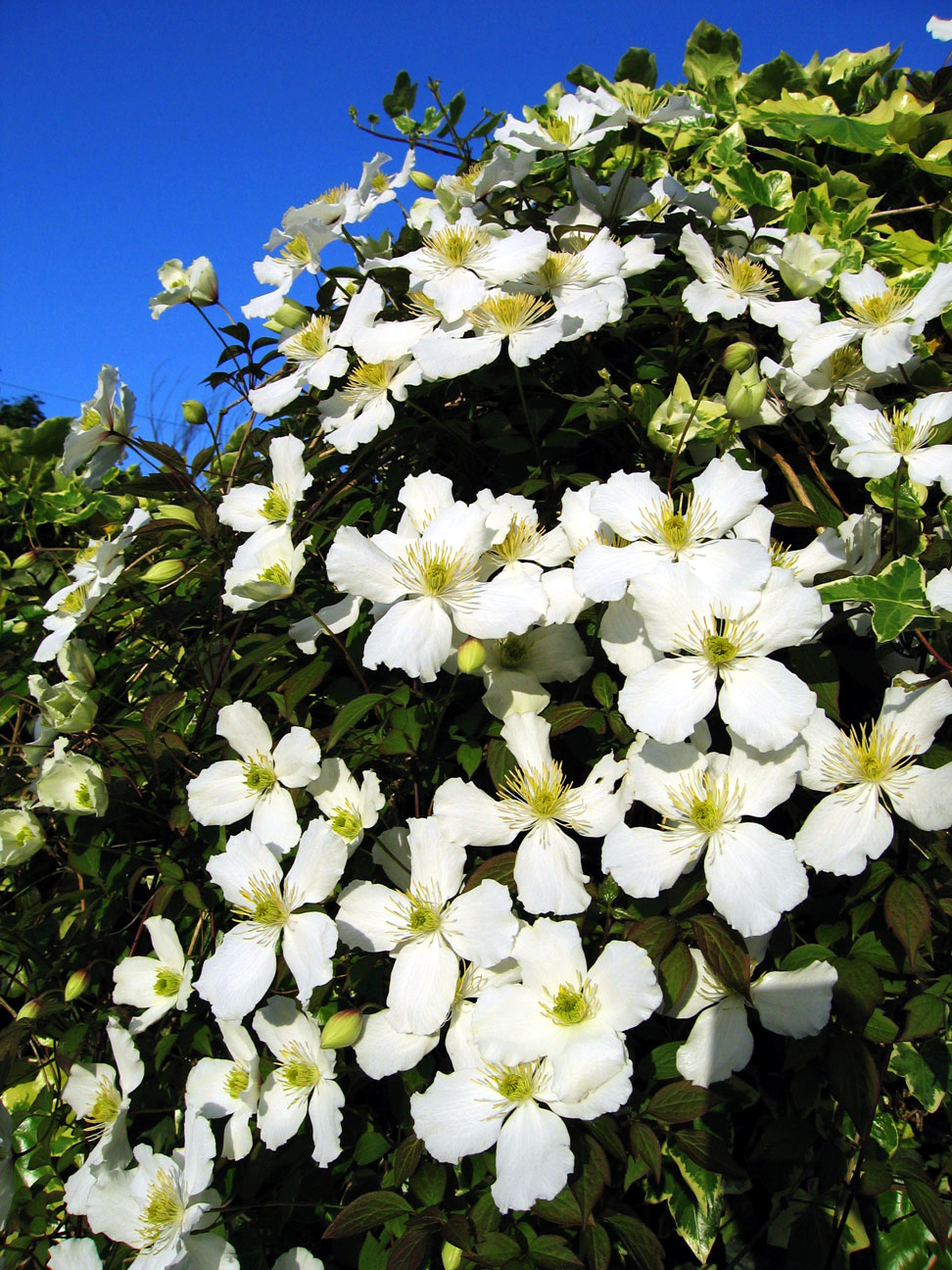
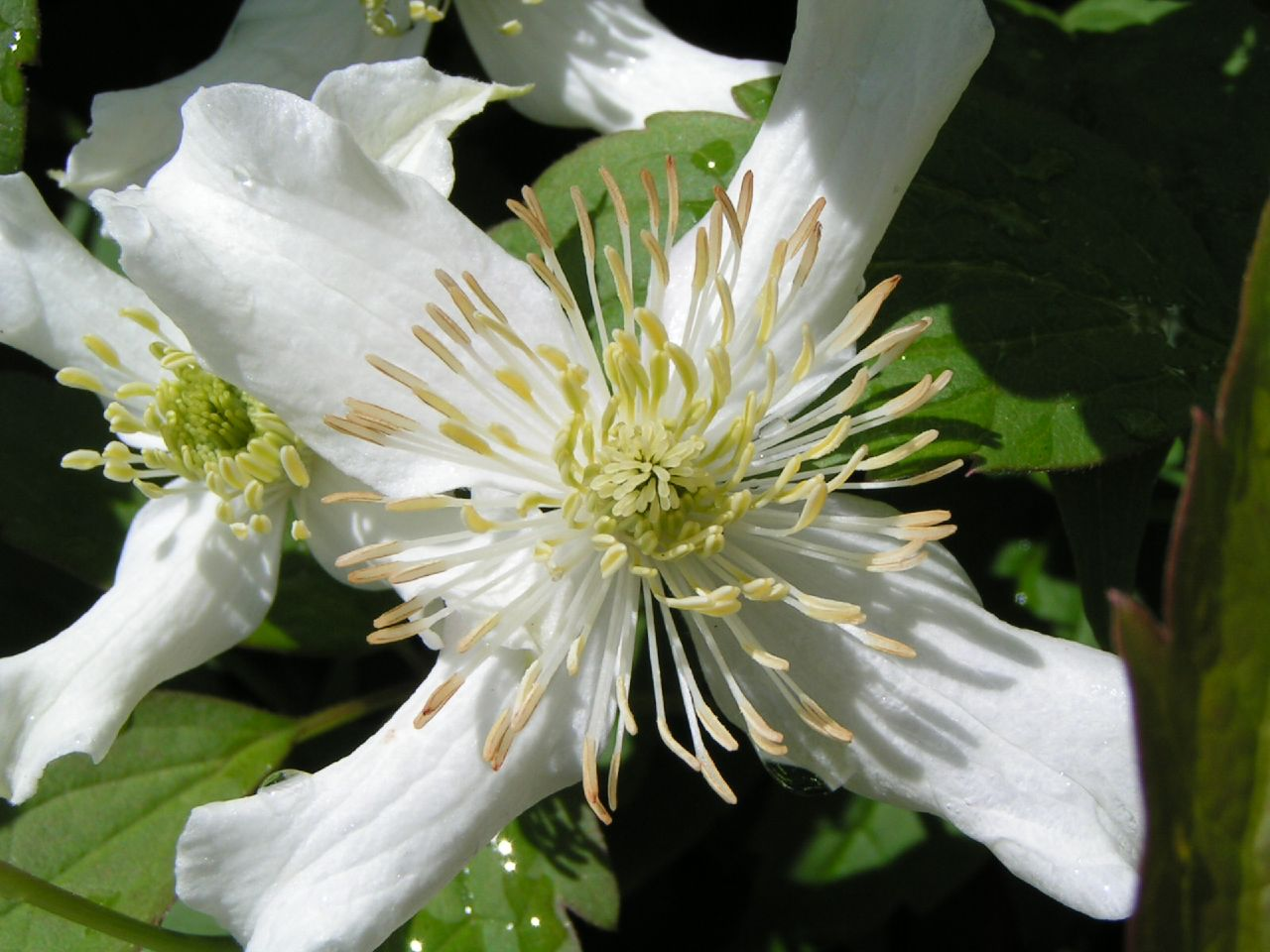
Jól látszanak a bibéi
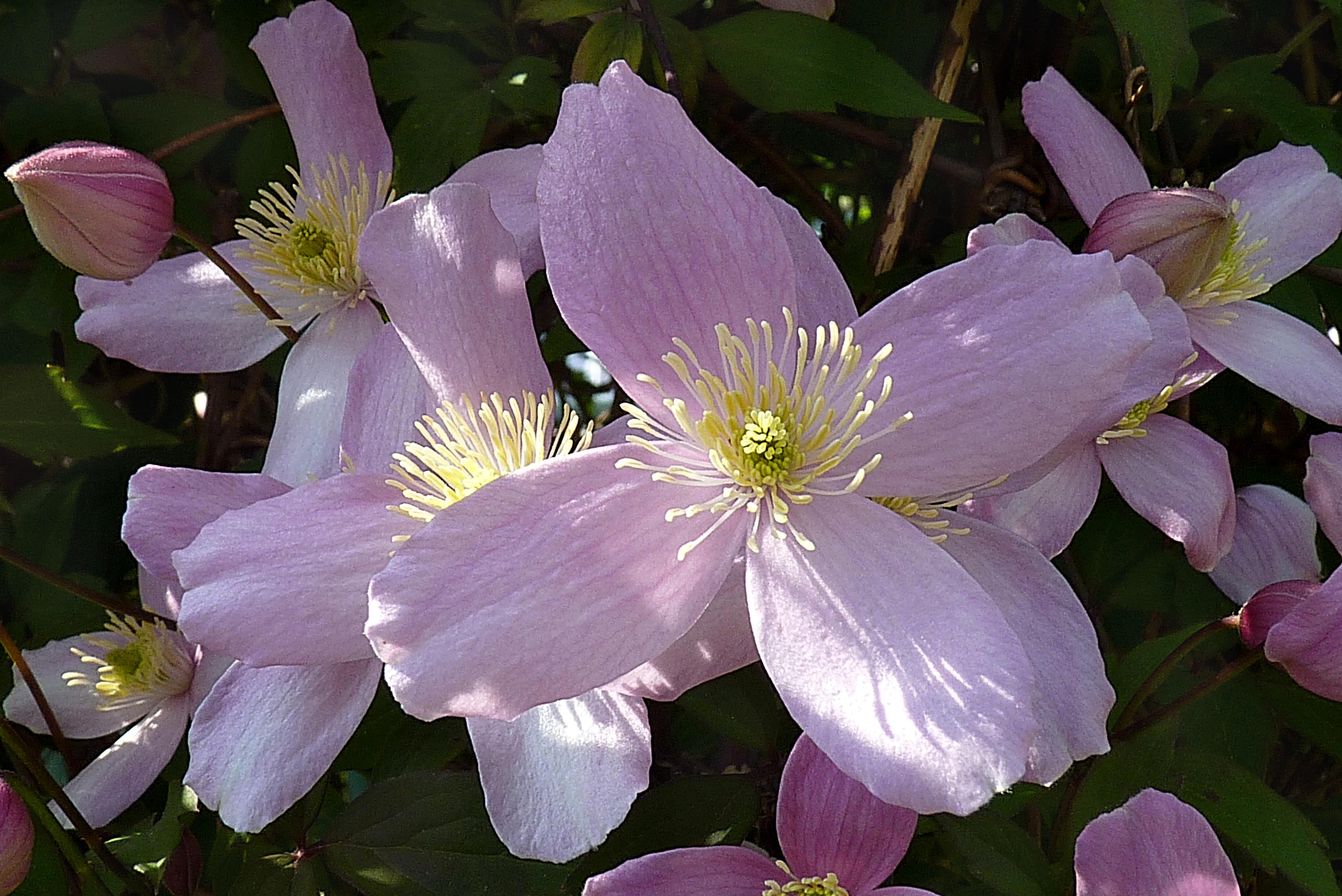
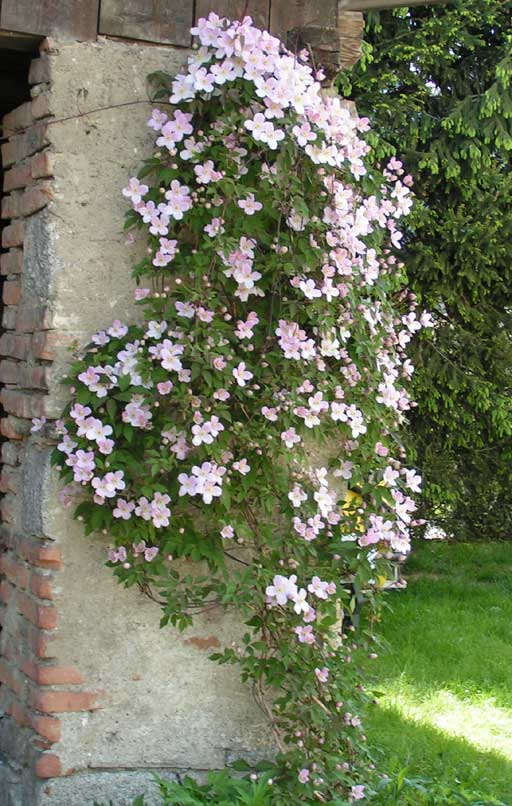
falra futva
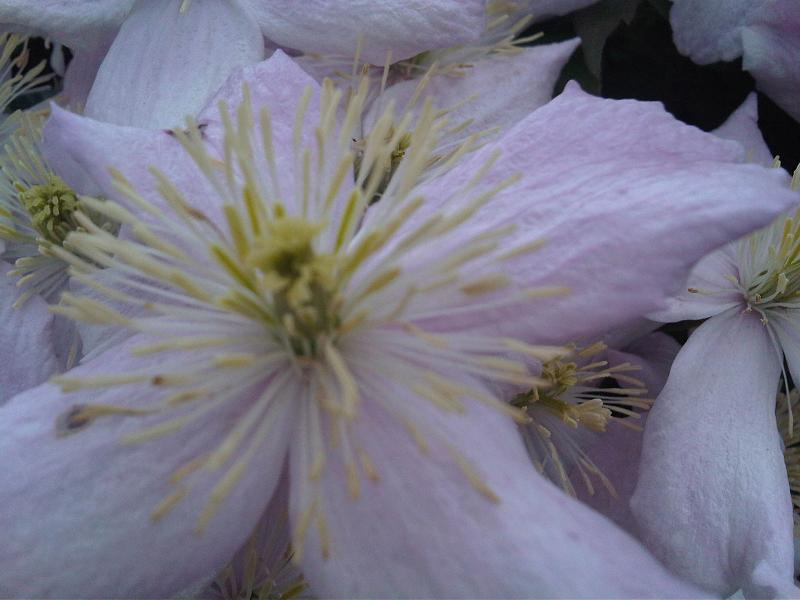
Termőtája és bibéi közelről
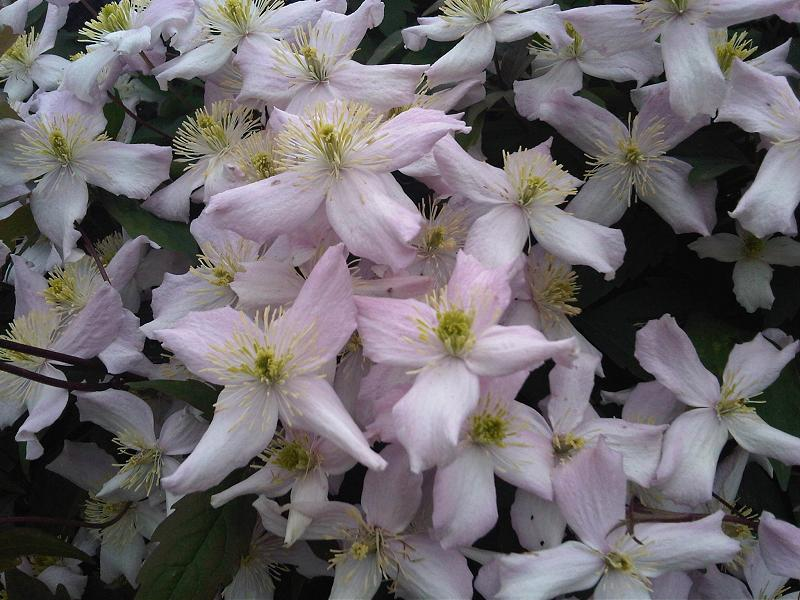
Virágai
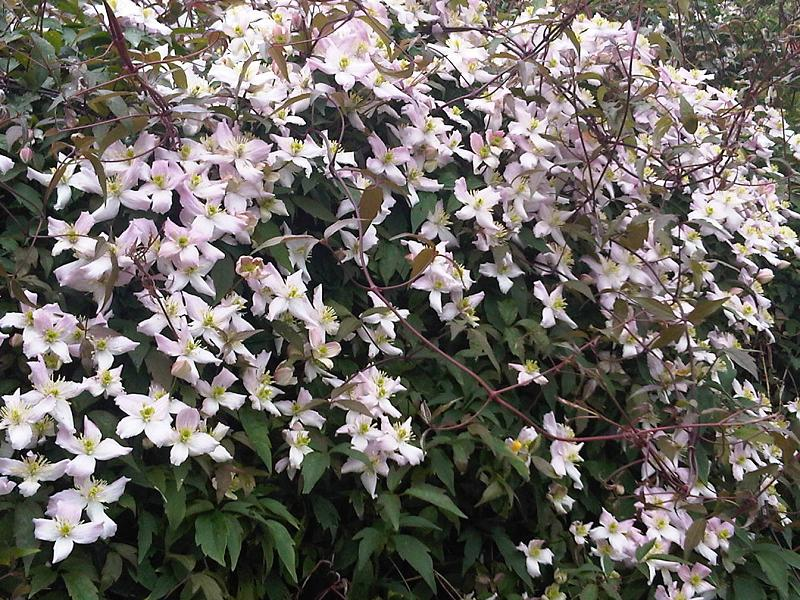
A növény a falon
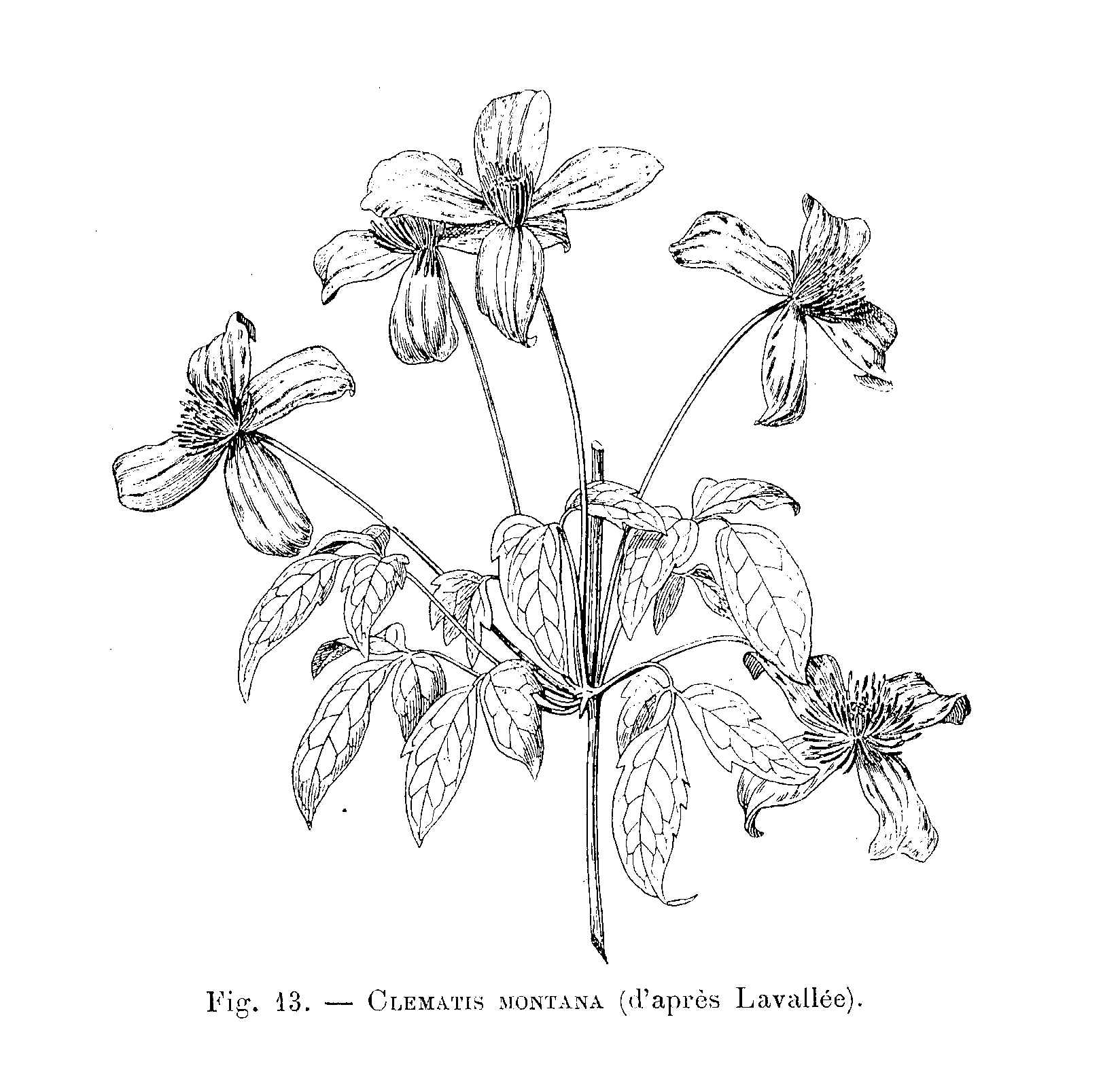
Rajz a növényről